# Modesto Brocos
Modesto Brocos y Gómez (né le 9 février 1852 - mort le 28 novembre 1936) est un peintre et graveur espagnol nationalisé brésilien.
Son travail couvre une grande variété de styles et de sujets, et il est l'auteur de plusieurs livres sur la peinture. Il est également remarquable pour sa promotion de la gravure au Brésil, particulièrement des gravures sur bois, dont il avait été l'un des premiers grands pratiquants de son pays d'adoption pendant son temps à O Mequetrefe.

## Biographie

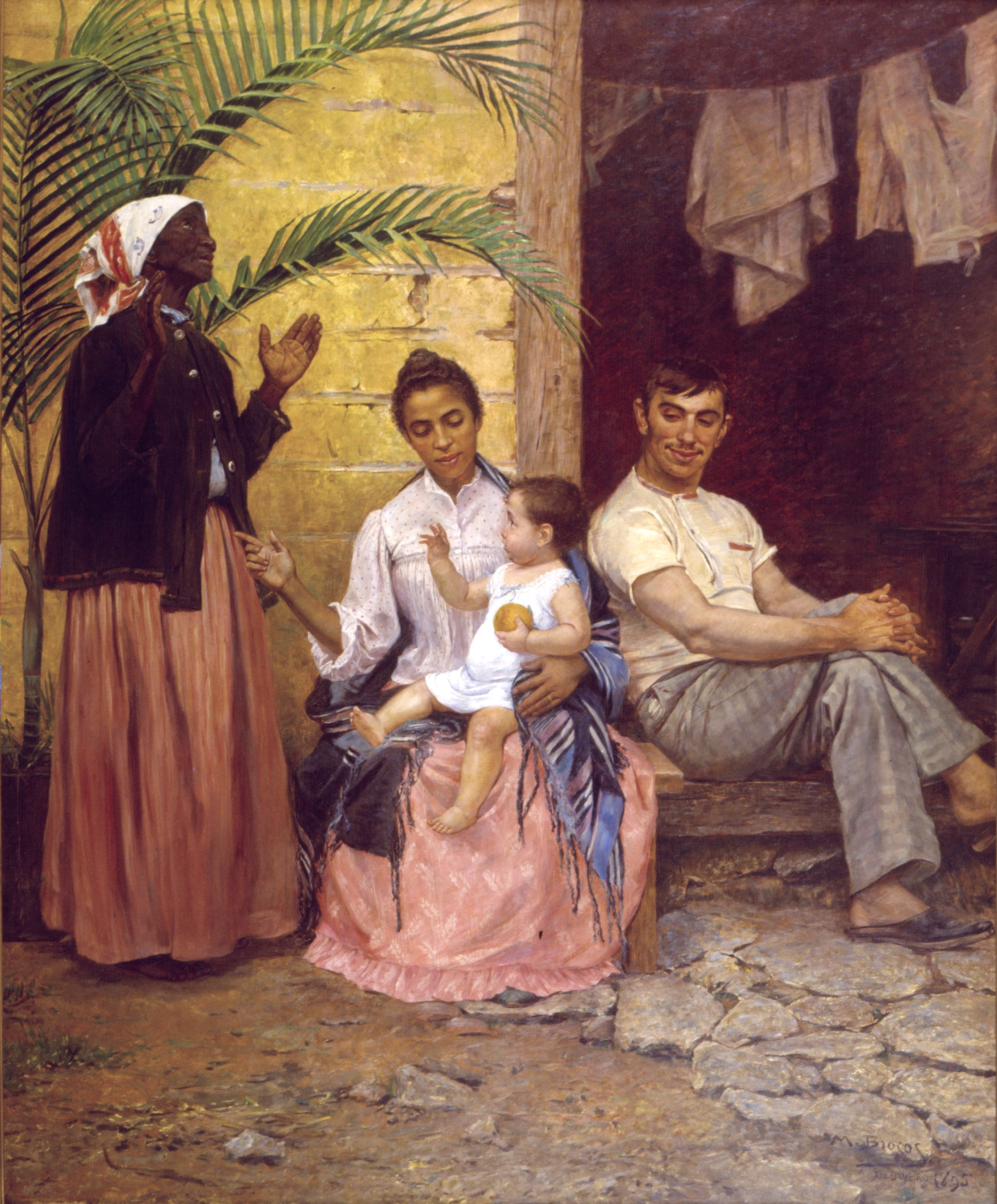
La Rédemption de Cham (1895), un commentaire controversé sur le blanqueamiento, le blanchiment progressif de la population brésilienne par les mariages mixtes

Modesto Brocos est né le 9 février 1852 à Saint-Jacques-de-Compostelle, en Galice, en Espagne, dans une famille humble aux penchants artistiques. Son grand-père et son père sont écrivains, et son frère est le sculpteur Isidoro Brocos, qui est aussi son premier professeur à l'Academia de Belas Artes à La Corogne. À l'âge de dix-huit ans, après avoir terminé ses études, il déménage en Argentine, mais n'y réussit pas. Il repart deux ans plus tard au Brésil, où il trouve un travail permanent à Rio de Janeiro. Il y illustre le magazine républicain hebdomadaire satirique O Mequetrefe. Ces revenus lui permettent d'entrer à l'Académie impériale des Beaux-Arts, où il étudie avec Victor Meirelles et João Zeferino da Costa.
Après deux ans là-bas, il s'installe à Paris, où il s'inscrit à l'École nationale supérieure des beaux-arts et suit les cours d'Henri Lehmann. Cependant, n'étant pas satisfait de ce qu'on lui enseigne, il part à Madrid (où il étudie brièvement à l'Académie royale des beaux-arts Saint-Ferdinand), puis à Rome, en 1883, après avoir reçu une bourse du gouvernement de La Corogne. Une fois là-bas, il travaille avec son compatriote Francisco Pradilla, et passe cinq ans à l'Accademia Chigi.
En 1890, Modesto Brocos expose au Salon de peinture et de sculpture et estime que sa formation est terminée. Il accepte donc une invitation à enseigner à l'Escola de Belas Artes (successeur de l'Académie impériale) dont le directeur est Rodolfo Bernardelli. Il est naturalisé brésilien avec peu de difficultés, et est nommé professeur de dessin figuratif, un poste qu'il occupe pour le reste de sa vie, malgré un bref congé pour créer des décorations pour la cathédrale de Saint-Jacques-de-Compostelle.
Il meurt à Rio de Janeiro le 28 novembre 1936.

## Œuvre

### Publications
- A questão do ensino de Bellas Artes, 1915.
- Viaje a Marte, éditez. Arte y Letras, 1930.
- Retórica dos pintores, Typ. D'A Industria do Livro, 1933.